# Olios soratensis
Olios soratensis är en spindelart som beskrevs av Embrik Strand 1907. Olios soratensis ingår i släktet Olios och familjen jättekrabbspindlar.
Artens utbredningsområde är Bolivia. Inga underarter finns listade i Catalogue of Life.